# Jiangmen Stadium
Jiangmen Stadium (chiń. 江门体育场; pinyin Jiāngmén Tǐyùchǎng) – wielofunkcyjny stadion w Jiangmen, w Chinach. Został otwarty w październiku 1985 roku. Może pomieścić 13 000 widzów. Obiekt był jedną z aren pierwszych piłkarskich Mistrzostw Świata kobiet w 1991 roku. Rozegrano na nim trzy spotkania fazy grupowej turnieju (17 listopada – dwa mecze: Niemcy – Nigeria 4:0 oraz Chińskie Tajpej – Włochy 0:5; 21 listopada: Chińskie Tajpej – Nigeria 2:0) i jeden ćwierćfinał (Norwegia – Włochy 3:2 (po dogrywce)).